# Poutní cesta Blaník – Říp
Poutní cesta Blaník – Říp je poutní cesta propojující dva významné vrcholy v České republice: Blaník a Říp.

## Historie
190 kilometrů dlouhá trasa, kterou vytvořil spolek Cesta Česka ve spolupráci s Klubem českých turistů, byla otevřena v říjnu 2019.
Mottem pouti je „Poznej českou zemi a sám sebe.“

## Trasa
Putování je rozděleno na 7 etap:
1. Louňovice pod Blaníkem – Český Šternberk (30 km) – téma RODINA
2. Český Šternberk – Sázava (18,5 km) – téma VZTAH K SOBĚ SAMÉMU
3. Sázava – Kouřim (23,5 km) – téma NALEZENÍ STÍNŮ
4. Kouřim – Sadská (21 km) – téma HLEDÁNÍ SVÝCH HODNOT A KVALIT
5. Sadská – Stará Boleslav (35,5 km) – téma OBJEVOVÁNÍ ŽIVOTNÍCH PRIORIT
6. Stará Boleslav – Mělník (34,5 km) – téma HLEDÁNÍ ZÁMĚRU
7. Mělník – Říp (27,5 km) – téma KAM VEDE MÉ SMĚŘOVÁNÍ

Cesta je značena tabulkami s logem a QR kódy.
Každá z etap nabízí také téma k zamyšlení (např. rodina, vztah k sobě samému apod.).